# 3961 Arthurcox
A 3961 Arthurcox (ideiglenes jelöléssel 1962 OB) a Naprendszer kisbolygóövében található aszteroida. Az Indiana Egyetem fedezte fel 1962. július 31-én.